# 2254 UNIVERSAL EP
「2254 UNIVERSAL EP」（ニーニーゴーヨン ユニヴァーサル イーピー）は、日本のバンドBACK DROP BOMBのメジャー2枚目のシングルである。2001年8月8日発売。発売元はトイズファクトリー。

## 概要
- 前作から約2年ぶりとなるシングル。
- PV監督は「REMIND ME」は末田健、「SIGH」は本田義信。

## 収録曲
1. REMIND ME(4:19)
作詞：白川貴善・小島真史・田中仁・籠橋俊樹・有松益男、作曲：白川貴善・小島真史・田中仁・籠橋俊樹
2. BACK AND FORTH/never too late(4:35)
作詞：白川貴善・小島真史・田中仁・籠橋俊樹・有松益男、作曲：白川貴善・小島真史・田中仁・籠橋俊樹
3. GET ON DOWN(3:08)
作詞：白川貴善・小島真史・田中仁・籠橋俊樹・有松益男、作曲：白川貴善・小島真史・田中仁・籠橋俊樹
4. SIGH(3:54)
作詞：白川貴善・小島真史・田中仁・籠橋俊樹・有松益男、作曲：白川貴善・小島真史・田中仁・籠橋俊樹

## 収録アルバム

### REMIND ME
- リミックス『REFIXX』（2002年5月2日）
※TSUTCHIE mix
※Daywalker mix
- オリジナル『NIPSONG』（2003年7月16日）
- ベスト『THE BDBEST』（2009年3月11日）

### BACK AND FORTH/never too late
- リミックス『REFIXX』（2002年5月2日）
※Bomb Shell mix

### GET ON DOWN
- リミックス『REFIXX』（2002年5月2日）
※Para:Diso mix

### SIGH
- リミックス『REFIXX』（2002年5月2日）
※cbsmgrfc classico mix
- ベスト『THE BDBEST』（2009年3月11日）

## タイアップ
- REMIND ME：日本テレビ系「TOYOTA PRINCESS CUP 2001」イメージソング